# فهد عبدالرحمن (بازیکن فوتبال امارات متحده عربی)
فهد عبدالرحمن (عربی: فهد عبدالرحمن عبدالله) (زاده ۱۰ اکتبر ۱۹۶۲) بازیکن سابق فوتبال اهل امارات متحده عربی است.
وی عضو تیم ملی فوتبال امارات متحده عربی در جام جهانی فوتبال ۱۹۹۰ بوده است.